# Муцамуду
Муцамуду (фр. Mutsamudu) — друге за чисельністю населення місто Коморських Островів, засноване в 1482 році. Є столицею і найбільшим містом автономного острова Анжуан. У місті є глибоководний порт, стародавня цитадель та вузькі вулички з безліччю магазинів і невеликих майстерень.

## Клімат
Місто знаходиться у зоні, котра характеризується вологим тропічним кліматом. Найтепліший місяць — лютий із середньою температурою 24.3 °C (75.7 °F). Найхолодніший місяць — серпень, із середньою температурою 20.9 °С (69.6 °F).
| Клімат Муцамуду         | Клімат Муцамуду | Клімат Муцамуду | Клімат Муцамуду | Клімат Муцамуду | Клімат Муцамуду | Клімат Муцамуду | Клімат Муцамуду | Клімат Муцамуду | Клімат Муцамуду | Клімат Муцамуду | Клімат Муцамуду | Клімат Муцамуду | Клімат Муцамуду |
| Показник                | Січ.            | Лют.            | Бер.            | Квіт.           | Трав.           | Черв.           | Лип.            | Серп.           | Вер.            | Жовт.           | Лист.           | Груд.           | Рік             |
| Середня температура, °C | 24,2            | 24,3            | 24,2            | 24              | 23,2            | 21,9            | 21,3            | 20,9            | 21,3            | 22,4            | 23,4            | 24              | 22,9            |
| Норма опадів, мм        | 322.3           | 261.3           | 225.9           | 194.9           | 136.3           | 94              | 106.5           | 77.7            | 49              | 82.5            | 99.1            | 196.8           | 1846.3          |
| Днів з опадами          | 19              | 16,2            | 16,9            | 12,8            | 7,2             | 5,6             | 4,7             | 5               | 5               | 7,8             | 10              | 14,5            | 124,7           |
| Вологість повітря, %    | 83.5            | 84.7            | 84.1            | 81.4            | 76.6            | 73.5            | 73              | 71.5            | 72.1            | 73.5            | 77.3            | 81.5            | 77.7            |
| ----------------------- | --------------- | --------------- | --------------- | --------------- | --------------- | --------------- | --------------- | --------------- | --------------- | --------------- | --------------- | --------------- | --------------- |
| Джерело: Weatherbase    |                 |                 |                 |                 |                 |                 |                 |                 |                 |                 |                 |                 |                 |

## Економіка
Муцамуду є єдиним глибоководним портом Коморських Островів. Порт побудовано 1982 року. Три чверті вантажів становлять вантажі, призначені для двох інших островів. Основними імпортними продуктами, що відвантажуються з порту, є рис, цемент, цукор, борошно та нафтопродукти. Основні експортні товари — іланг-іланг, гвоздика та ваніль.

## Пов'язані особистості
- Ахмед Абдалла Мохамед Самбі — колишній президент Коморських Островів.